# حاتم صالح
حاتم صالح وزير الصناعة والتجارة الخارجية بوزارة هشام قنديل. دخل العمل السياسي بعد ثورة 25 يناير ضمن حزب الحضارة الذي اندمج لاحقا في حزب الوسط.
وهورجل أعمال متوسط الشهرة، عمل في عدد من كبرى الشركات العالمية منها بروكتر وغامبل وفارم فريتس ويونيليفر، كما تقلد منصب العضو المنتدب لإحدى الشركات المصرية العاملة في صناعة منتجات الألبان، كما تقلد منصب الرئيس التنفيذى لمجموعة جذور «إنجوى ودينا». وتولى قيادة استحواذ شركة «بيتي» في عام 2009 على شركة المشروع المشترك بين شركة المراعي وشركة بيبسيكو.